# 林熙杰
林熙杰（1972年—），曾是马来西亚政治人物、马华公会党员、前马青中委。马华第六任总会长林良实和王维娜的儿子。他曾在2008年马华全国区会改选中成功击败对手陈和漳，成为最年轻的泗岩沫区会主席，在此前也曾任泗岩沫马青区团长。此外，林熙杰也在丰隆集团展开职业生涯，目前是一名高级律师。
2018年11月7日，艾力斯（Iris Corp Bhd）宣布委任林熙杰为该公司非执行董事。

## 生平
林熙杰很早便活跃政治，而且广交善缘，深具亲和力。他在马华公会曾担任马华青年团中委、马青联邦直辖区州分团副团长、马华泗岩沫区会青年团团长、马华泗岩沫区会主席、马华联邦直辖区英语党员局主任、马青经济局主任等党职。

### 马华青年团中委
2005年8月19日马华公会青年团改选，林熙杰中选为马青中委，哥哥林熙隆则中选马青署理总团长。2008年，林熙杰连任中委。
2010年5月25日，马华中委会议决成立一个新的“气候变化和绿色工艺局”，由马青经济局主任兼中委林熙杰担任主任，副手则是马青副总团长杨振良。

### 2008年马华全国区会改选
2008年7月27日，马华泗岩沫区会改选，林熙杰以117张票击败仅得62张票的对手陈和漳，成为直辖区最年轻的区会主席。
林熙杰曾任两届的泗岩沫马青区团长，他向《马新社》表示，竞选区会主席是为了要在政治上扮演更重要的角色：“我在青年团已经12年了，以及出任两届的区团长，我想目前正是时候（竞选区会主席）。”询及林良实是否是其中一个他的胜利因素时，林熙杰回答说：“这个因素（父亲的影响力）一直都存在，但是最终我依然必须向人们做出证明。”

### 林良实诽谤案
2016年1月11日，林熙杰现身高庭，以了解纳吉起诉林良实诽谤案案情的进展；他在休庭后旋即与律师离开高庭，拒绝向媒体发表任何谈话。

## 家庭
- 父亲：林良实
- 母亲：王维娜
- 哥哥：林熙隆
- 女儿：林深仪